# Replay (roman)
Pour l’article homonyme, voir Replay.
Ne doit pas être confondu avec Replay (jeu vidéo) ou Replay (chanson).
Replay est un roman fantastique de Ken Grimwood, publié en 1986. L'auteur reçoit le prix World Fantasy du meilleur roman 1988 pour le roman. 
Le titre peut être une référence au fait de rejouer un acte de la vie ou une pièce de théâtre, ou la réinitialisation d'une séquence déjà vécue ou effectuée, ou encore à la notion de l'éternel retour cyclique, voire à la touche « Retour arrière » figurant sur les machines à écrire puis sur les ordinateurs, permettant au curseur de revenir en arrière afin de réécrire un texte ou de le corriger.
Le livre suit Jeff Winston qui meurt en 1988 et se retrouve vingt-cinq ans auparavant, en 1963, à un moment où, âgé de 18 ans, il est étudiant. Ayant gardé le souvenir des événements ayant eu lieu durant cette période, il va pouvoir revivre sa vie d'une manière différente. Puis il mourra de nouveau et revivra une nouvelle boucle temporelle.

## Parutions

### Parutions aux États-Unis
Le roman a d'abord été publié chez (en) Arbor House en 1986-1987 puis aux éditions Ace Books (1992).

### Parutions en France
Le roman a été publié en France au Seuil sous le titre Replay en avril 1988 (traduction de Françoise Casaril et Guy Casaril). Par la suite, il a fait l'objet de plusieurs rééditions au Seuil et chez France Loisirs. Il a été édité pour la dernière fois en 2009 en livre de poche aux Éditions Points, no 399  (ISBN 978-2-7578-1569-4).

### Parutions dans d'autres pays
Le roman a été publié :
- en Grande-Bretagne chez (en) Grafton sous le titre Replay (1992)[3] ;
- en Allemagne sous le titre Das zweite Spiel (1994)[4],[5] ;
- en Espagne sous le titre Volver a empezar (2008)[6].

## Personnages principaux
- Jeffrey Lamar Winston, dit Jeff Winston
- Pamela Philipps
- Linda
- Judy

## Résumé
Le 18 octobre 1988 à 13 h 06, le journaliste Jeffrey Lamar Winston (dit Jeff Winston), âgé de 43 ans, meurt d'une crise cardiaque et se retrouve vingt-cinq auparavant, le 6 mai 1963, dans sa chambre de l'Université Emory à Atlanta. Tous ses souvenirs des 25 années qu'il a vécues étant intacts, il revit sa vie en « l'améliorant » : très vite il s'enrichit grâce à des paris sportifs. En octobre 1963, il écrit une lettre anonyme à la présidence des États-Unis, se présentant comme Lee Harvey Oswald et menaçant clairement d'assassiner le président John Kennedy. Néanmoins le président est tout de même tué par un « vagabond », lequel sera à son tour assassiné. Jouant en bourse et connaissant les entreprises qui vont innover (Apple, IBM, Polaroïd, Sony) et les événements principaux internationaux (guerres, révolutions, chocs pétroliers), il crée sa société Future Inc. et devient millionnaire, puis milliardaire. Tentant de courtiser Linda qui avait été son épouse pendant 18 ans dans sa première vie, il lui fait peur et ne parvient pas à lui plaire. Il se marie avec une autre femme, Diane. Tous deux ont une fille prénommée Gretchen. Jeff vit sa vie d'homme riche jusqu'au 18 octobre 1988, date à laquelle il meurt une seconde fois (chapitres 1 à 6).
Avec ce deuxième « replay », Jeff entame donc une nouvelle existence, de nouveau commençant en 1963. Cette nouvelle vie est très différente de ses deux précédentes vies. Il refuse la richesse inconsidérée et vit avec une femme rencontrée durant ses études, Judy. Refusant d'avoir un enfant en cas de nouveau replay, il accepte néanmoins la demande de Judy tendant à adopter deux enfants, April et Dwayne. Il mène une vie calme et heureuse jusqu'en octobre 1988, où il se fait hospitaliser préventivement dans un service spécialisé en urgences cardiaques. Comme les fois précédentes, il a une crise cardiaque le 18 octobre 1988 et, en dépit des efforts et secours de l'équipe médicale, décède (chapitre 7).
Vivant une troisième répétition, Jeff entame une quatrième vie. Là encore, rien ne se déroule comme les fois précédentes : il consomme de la drogue et se perd dans une sexualité débridée. Il a une liaison avec Sharla, qu'il quitte plus tard à la suite d'un accident d'avion. Il achète un vaste terrain en Californie du nord, loin des villes, et vit une existence d'homme solitaire en étant agriculteur. En 1974, il entend parler d'un film mondialement célèbre, Starsea. Intrigué, il va voir ce film et en ressort bouleversé par la qualité du scénario et des images. Or, il est certain de n'avoir jamais entendu parler de ce film dans aucune de ses précédentes vies. Il décide de rencontrer sa productrice, Pamela Philipps. L'ayant rencontrée, il apprend qu'elle vit, elle aussi, un replay. Tous deux se confient et échangent des renseignements sur leurs vies respectives. Il apparaît que Pamela, plus jeune de quatre ans que Jeff, en est aussi à son troisième replay et dans sa quatrième vie. Dans sa première vie, elle était femme au foyer ; dans sa deuxième vie médecin pédiatre ayant épousé un orthopédiste ; dans sa troisième vie adolescente rebelle puis artiste ayant vécu sept ans en couple avec Dustin Hoffman. Dans cette actuelle quatrième vie, elle s'est lancée dans le cinéma pour atteindre le maximum de gens et envisager de faire changer les choses. La réalisation du film Starsea répondait à cette volonté de transmettre un message de paix à l'humanité. Jeff et Pamela vont vivre une vie de couple heureux de 1974 à 1988 (chapitres 8 à 12).
Dans la quatrième répétition, Jeff entame une cinquième vie. Or, ce replay est différent des précédents : Jeff se retrouve fin juillet 1963 et non début mai. Il ne comprend pas la raison de ce décalage temporel. Qu'en est-il de Pamela ? Muni d'un peu d'argent remis par sa mère, il se rend en Virginie, au domicile des Philipps. Une surprise l’attend : Pamela n'a aucun souvenir de lui et déclare ne pas le connaître. Interloqué et soumis à l'injonction de M. Philipps de quitter immédiatement les lieux, il retourne à ses activités. Pamela, fin 1964, se souvient de lui et le contacte par télégramme. Il retourne la voir et tous deux décident d'un plan : il convient d'« apprivoiser » les parents de Pamela de manière qu'ils acceptent la présence de Jeff aux côtés de leur fille. Quelques années après, s'étant remis en couple, ils décident de publier une annonce dans de nombreux journaux et magazines, tant américains qu'européens ou asiatiques. Dans cette annonce, ils évoquent des événements qui auront lieu dans le futur et des titres d'œuvres artistiques que seuls des gens ayant répété leurs vies (des « répétiteurs ») pourront comprendre. Cette vague de publications, pendant plusieurs mois, ne donne aucun résultat jusqu'à ce qu'un homme, Stuart McWowan, leur donne des indices suffisants laissant penser qu'il est un « répétiteur » (il évoque en effet l'accident de Chappaquiddick et les meurtres au Tylenol). Jeff et Pamela se rendent chez Stuart, et découvrent que l'homme, nettement plus âgé qu'eux, a été placé en hospitalisation sous contrainte pour avoir commis des assassinats en série de jeunes femmes. L'homme développe devant le couple une théorie mystique : ce sont des extraterrestres (les « Antariens ») qui se livrent à ces expériences de replays pour s'amuser. Stuart ne peut en aucun cas les aider, et le couple le laisse à sa psychose. En mars 1979, ils apprendront que Stuart a été libéré du centre psychiatrique en raison de son apparente guérison. Les années qui suivent jusqu'en 1988 sont banales (chapitres 13 et 14, et première moitié du chapitre 15).
Dans la cinquième répétition, Jeff entame une sixième vie qui débute à Noël 1964. Il a donc encore « dérivé » dans le temps. Plus aucun des paris sur les courses de chevaux l'ayant rendu riche en 1963 ne peut être fait. Il se rend là où Pamela est susceptible de se trouver à ce moment-là, mais de nouveau elle ne le reconnaît pas. Il faudra attendre mars 1968 pour que ses anciens souvenirs surgissent à sa conscience et qu'elle reconnaisse Jeff. Au bout de quelques jours, ils décident d'un plan d'action : ils vont révéler au monde entier leur existence et les répétitions de leurs vies. Pour être crus, ils décident de faire des révélations sur la totalité de la période allant d'avril 1968 à avril 1969 : des morts, des tragédies, un attentat contre Leonid Brejnev, un tremblement de terre, des coups d'État, une marée noire, etc. Ils publient leur communiqué dans les grands médias américains. Si le monde journalistique est stupéfait de leurs révélations une fois que celles-ci se sont révélées justes, le monde scientifique reste muet et n'envisage aucune étude, aucune recherche précise concernant leur cas. Toutefois Jeff et Pamela intéressent aussitôt les services secrets américains et les hommes politiques. Interrogé à de nombreuses reprises par la CIA, Jeff lâche quelques révélations qui font prendre au monde une voie qu'il n'avait jamais prise. Le colonel Khadhafi est ainsi assassiné en 1969 avant même qu'il ne prenne le pouvoir en Libye, mais il est remplacé par un militaire encore plus extrémiste que lui. Jeff et Pamela sont alors placés en résidence surveillée, avec interdiction de quitter la maison qui leur a été attribuée. Plus tard, c'est Ronald Reagan qui devient président des États-Unis en 1976 au lieu de Jimmy Carter, et des attentats organisés par les mollahs iraniens frappent le cœur des États-Unis. Jeff et Pamela rompent leur relation sentimentale (seconde moitié du chapitre 15 et chapitre 16).
Vivant sa sixième répétition, Jeff entame une septième vie. Il se trouve en août 1968. Il est en couple avec celle qui a été et sera son épouse pendant 18 ans, Linda. Elle est jeune et belle, et très amoureuse de lui. Il décide de se consacrer à cette idylle et change de métier. Il se met à écrire des ouvrages d'entretiens avec des personnalités. Ce n’est qu'en 1975 qu'il est contacté par Pamela. Ils se rencontrent. Elle est enceinte de plusieurs mois de son second enfant, et son premier enfant a déjà trois ans. Elle aussi souhaite se consacrer à sa vie professionnelle de femme peintre, à ses enfants et à son mari Steve. Ils se revoient 11 ans après en 1987 et se présentent leurs conjoints respectifs. Pamela est devenue une peintre très connue et respectée. Pour sa part Jeff a reçu le prix Pulitzer (chapitres 17 et 18).
Lors de son septième replay, Jeff débute sa huitième vie dans des conditions difficiles. On est en 1976 et le couple qu'il forme avec Linda vit une crise sévère. Elle lui fait le reproche d'une vie professionnelle ratée et d'un changement incessant de lieux de vie dans des endroits miteux. Sa fausse couche de l’année précédente l'a atteinte psychologiquement. Pamela ne vit son replay qu’en mars 1984. À la demande de Jeff, elle va le retrouver en Californie avec ses deux enfants ; ils vivent quelques jours merveilleux de vacances. 
Le huitième replay a lieu pour Jeff en avril 1985. Compte tenu des décalages croissants des replays vécus par Pamela au fil des années, il se doute qu'elle n'aura pas le temps de le reconnaître avant son décès en octobre 1988. Néanmoins, quittant Linda, il va vivre à New York pour tenter de revoir Pamela. Celle-ci fréquente assidûment les musées de la ville et Jeff ne tarde pas à la croiser au Museum of Modern Art en 1986. Ils engagent la conversation et Jeff parvient à la séduire. Ils vivent une liaison sentimentale, jusqu'au 13 octobre 1988, cinq jours avant la date de la répétition suivante. Ce jour-là, elle fait son replay et réalise qu'elle est au bras de Jeff. Elle lui fait le reproche de l’avoir séduite malicieusement et le quitte brutalement (chapitres 19 et 20).
Dans une succession de plusieurs crises cardiaques, Jeff fait une série de plusieurs replays qui le rapprochent de plus en plus de la date du 18 octobre 1988 à 13 h 06. Puis, il ne se passe plus rien : le temps a repris sa course normale. Jeff contacte Pamela : elle aussi est sortie des boucles temporelles et se souvient de l'intégralité des diverses vies qu'elle a vécues. Tous deux sont d'accord pour dire qu'ils ignorent s'ils reprendront une vie commune ou une liaison sentimentale mais savent que, désormais, ils vivront dans un monde inconnu, avec une pleine liberté (chapitre 21).
Dans un épilogue d'une page, le suédois Peter Skjören meurt en 2017 en Afrique du Sud et se retrouve projeté en 1988 à Oslo…

## Critiques favorables
Le roman est cité dans les sélections suivantes :
- Jean-Bernard Oms : Top 100 Carnage Mondain (1989)
- Denis Guiot, Stéphane Nicot et Alain Laurie : Dictionnaire de la science-fiction (1998)
- Jean-Pierre Fontana : Sondage (2002)
- Patrick Marcel : Atlas des brumes et des ombres (2002)